# 미미 하인리히
미미 하인리히(Mimi Heinrich, 1936년 11월 1일 ~ 2017년 5월 31일)는 덴마크의 영화 배우, 연극 배우, 작가이다. 1953년부터 1964년까지 19편의 영화에 출연했으며 나중에 작가로 활동했다.
1962년부터 1974년까지 미국에서 살았다. 이후 덴마크로 돌아와 작가로서 주로 일하다가 2017년 5월 31일 사망했다.

## 출연 작품
- Jan går til filmen – 1954
- Karen, Maren og Mette – 1954
- Blændværk – 1955
- Den store gavtyv – 1956
- Færgekroen – 1956
- Vi som går stjernevejen – 1956
- Ingen tid til kærtegn – 1957
- Skovridergården – 1957
- Seksdagesløbet – 1958
- Forelsket i København – 1960
- Komtessen – 1961
- Slottet – 1964